# Nicholas Gilman
Nicholas Gilman (ur. 3 sierpnia 1755, zm. 2 maja 1814) – sygnatariusz Konstytucji Stanów Zjednoczonych.

## Życiorys
Nicholas Gilman, urodził się w Exeter (Hrabstwo Rockingham), w stanie New Hampshire; ukończył kurs akademicki; urzędnik w kantorze ojca; służył w armii kontynentalnej w czasie wojny o niepodległość Stanów Zjednoczonych; członek Kongresu Kontynentalnego w latach 1787-1789; członek Konwencji Konstytucyjnej w latach 1787-1789; wybrany do pierwszego i do trzech kolejnych Kongresów (4 marca 1789, 3 marca 1797); wybrany w 1805 r. do Senatu Stanów Zjednoczonych z Partii Demokratyczno-Republikańskiej; ponownie wybrany w 1811 r.;  pełnił funkcję od 4 marca 1805 r. aż do śmierci w Filadelfii, Pensylwania.